# Tahvonsaari (ö i Södra Savolax, Nyslott, lat 61,80, long 28,59)
Tahvonsaari är en ö i Finland. Den ligger i sjön Pihlajavesi och i kommunen Nyslott i  landskapet Södra Savolax, i den sydöstra delen av landet, 260 km nordost om huvudstaden Helsingfors. Öns area är 5,1 hektar och dess största längd är 450 meter i sydöst-nordvästlig riktning.